# Pièce de 20 centimes Marianne
La pièce de 20 centimes Marianne version 1962 est une pièce de monnaie française d'une valeur de vingt centimes de franc, soit 0,2 franc.
Le type de cette pièce est couramment appelé type « Lagriffoul ».

## Frappes courantes
| millésime | tirage      | remarques                                                                                 |
| --------- | ----------- | ----------------------------------------------------------------------------------------- |
| 1962      | 3 500       | essai                                                                                     |
| 1962      | 48 200 000  |                                                                                           |
| 1963      | 190 330 000 |                                                                                           |
| 1964      | 127 521 000 |                                                                                           |
| 1965      | 27 024 000  |                                                                                           |
| 1966      | 21 755 000  |                                                                                           |
| 1967      | 138 780 000 |                                                                                           |
| 1968      | 77 408 000  |                                                                                           |
| 1969      | 50 570 000  |                                                                                           |
| 1970      | 77 040 000  |                                                                                           |
| 1971      | 31 080 000  |                                                                                           |
| 1972      | 39 740 000  |                                                                                           |
| 1973      | 45 240 000  |                                                                                           |
| 1974      | 54 250 000  | Jusqu'à cette année, le différent de droite était une chouette.                           |
| 1975      | 40 470 000  | À partir de cette année, le différent de droite devient un dauphin.                       |
| 1976      | 117 610 000 |                                                                                           |
| 1977      | 100 340 000 |                                                                                           |
| 1978      | 125 015 000 |                                                                                           |
| 1979      | 70 000 000  |                                                                                           |
| 1980      | 19 950 000  |                                                                                           |
| 1981      | 124 974 000 |                                                                                           |
| 1982      | 149 975 000 |                                                                                           |
| 1983      | 109 984 400 |                                                                                           |
| 1984      | 199 986 600 |                                                                                           |
| 1985      | 149 990 000 |                                                                                           |
| 1986      | 39 985 000  |                                                                                           |
| 1987      | 59 985 000  |                                                                                           |
| 1988      | 223 220 000 |                                                                                           |
| 1989      | 139 985 000 |                                                                                           |
| 1990      | 49 990 000  |                                                                                           |
| 1991      | 39 990 000  |                                                                                           |
| 1992      | 89 965 000  |                                                                                           |
| 1993      | 109 970 000 |                                                                                           |
| 1994      | 139 972 000 | avec le différent de droite dauphin (60 000 000) ou abeille (79 972 000)                  |
| 1995      | 109 965 011 | À partir de cette année, le différent de droite est une abeille et remplace le dauphin.   |
| 1996      | 139 975 000 |                                                                                           |
| 1997      | 436 216 513 |                                                                                           |
| 1998      | 25 000      |                                                                                           |
| 1999      | 25 000      |                                                                                           |
| 2000      | 85 385 000  |                                                                                           |
| 2001      | 125 000     | À partir de cette date, le différent de droite est un fer à cheval et remplace l'abeille. |

## Frappes commémoratives
Pas de frappe commémorative.

## Frappes «Fleur de Coin»

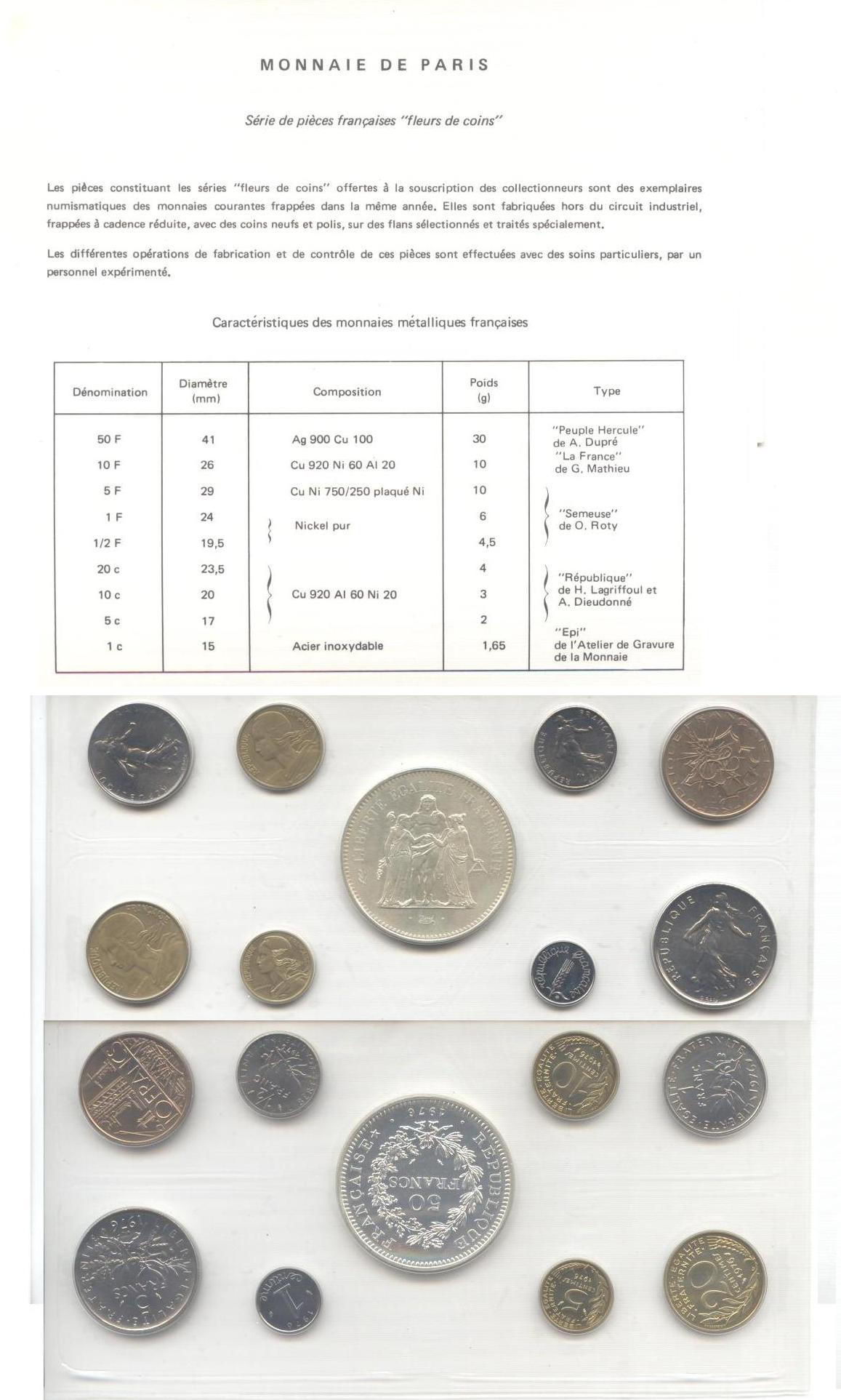
Scan recto-verso/avers-revers d'une frappe « Fleur de Coin » par la Monnaie de Paris de pièces françaises, millésime 1976.

Les frappes « Fleur de Coin » de la Monnaie de Paris ci-contre possèdent les caractéristiques suivantes :
- Composition chimique massique exacte : 92 % de cuivre, 2 % de nickel et 6 % d'aluminium ;
- Diamètre exact = 23,5 mm ;
- Masse exacte = 4,000 g ;
- L'épaisseur Hors Tout au niveau du pourtour circulaire de la pièce apparaît très voisine de 1,48 mm.

La masse volumique (notée ρ) de l'alliage s'établit ainsi à :
- ρalliage = 1 / (0,92 / ρCu + 0,02 / ρNi + 0,06 / ρAl) ;
- ρCu = 8,960 g/cm3 ;
- ρNi = 8,902 g/cm3, quasiment égale à celle du cuivre ;
- ρAl = 2,699 g/cm3 ;
- ρalliage = 7,864 g/cm3.

Il en résulte :
- Volume = 0,509 cm3 (valeur recoupée par une mesure du volume de 50 pièces à l'aide d'un vase gradué) ;
- Épaisseur moyenne « volumique » compte tenu du diamètre exact = 1,17 mm ;
- Profondeur moyenne de la gravure = 0,15 mm.

## Sources
- René Houyez, Valeur des Monnaies de France, éditions GARCEN
- http://www.monnaiedeparis.fr/fonds_doc/f20cent.htm